# Carla Espinosa
Carla Espinosa es un personaje ficticio de la comedia dramática estadounidense Scrubs, interpretado por Judy Reyes, que apareció en la serie desde octubre de 2001 hasta mayo de 2009.
Carla apareció en todos los episodios durante las primeras ocho temporadas, excepto en tres episodios de la temporada 8, "My Happy Place", "My Cookie Pants" y "My Full Moon". Trabajó como jefa de enfermera en el Sacred Heart Hospital, en el que se desarrolla la acción principal del espectáculo.
Judy Reyes fue miembro regular del elenco durante las primeras ocho temporadas y es el único miembro original del elenco que no regresó para la novena temporada, aunque su personaje todavía fue mencionado. Según Donald Faison, que interpreta al marido de Carla Christopher Turk, Carla se convierte en una madre que se queda en casa tras el nacimiento de su segunda hija, lo que explica la ausencia del personaje en la novena temporada.

## Perfil
Judy Reyes describe a su personaje como "atrevida, sin tonterías". Reyes se basó en su hermana, una enfermera con licencia de la vida real, como inspiración para el carácter y para abordar las preguntas técnicas que Reyes tenía sobre enfermería y medicina. Después de ver un episodio, la hermana de Reyes comentó: "¡Me robaste mi personaje!", refiriéndose a Reyes emulando su personalidad.

## Vida familiar
Carla nació en la República Dominicana pero se mudó a Chicago cuando aún era una niña. Toda su familia es de la República Dominicana, a pesar de las afirmaciones frecuentes e incorrectas de Turk de que ella es mexicana o Puertorriqueña. En la temporada 5 se revela que tiene 36 años. También se revela en el episodio "His Story" que el padre de Carla abandonó a la familia cuando Carla era una niña.
Carla comienza a salir con Christopher Turk (Donald Faison) en el segundo episodio del programa, "My Mentor". Permanecen juntos durante toda la ejecución del programa. Carla se casa con Turk en el final de temporada de la temporada 3, "La boda de mi mejor amigo". Ella y Turk pasan por una separación de prueba en la temporada 4 después de que Carla descubre que Turk todavía está hablando con su exnovia sin decirle que está casado. La situación empeora cuando ella y J.D. comparten un beso borracho. Sin embargo, después de una terapia de pareja y algunas discusiones francas con Turk y J.D., la pareja se reencuentra. A pesar de estos problemas, Judy Reyes cree que los personajes fueron hechos el uno para el otro y dieron un ejemplo a seguir para otras parejas en el programa.
Poco después de la reconciliación, comienzan a intentar tener un hijo. Inicialmente, no tienen éxito, pero ella finalmente queda embarazada hacia el final de la temporada después de que Turk y Carla pasan varios episodios preocupándose por su respectiva fertilidad. Carla da a luz a una niña, a la que llaman Isabella, en el episodio "El bebé de mi mejor amiga y el bebé de mi bebé". J.D. se convierte en el padrino del niño. En "My Coffee", cuando J.D. entra en la habitación en la que está Carla con Isabella en brazos, ella lo señala y dice: "Isabella, este es el hombre con el que competirás por el amor de tu padre". En "My House", se revela que sufre de depresión posparto. Ella pasa la mayor parte del siguiente episodio en negación acerca de la condición, pero finalmente obtiene ayuda después de una conversación franca con Jordan Sullivan, quien también había sufrido de la condición.
Carla anuncia que está embarazada por segunda vez en "Mi ausencia".
Tiene dos hermanas y un hermano llamado Marco (Freddy Rodriguez) que odia a Turk y que durante años fingió que no podía hablar inglés frente a Carla. Su madre, que también odia a Turk, muere en el episodio "My Drama Queen".

## Relaciones con otros personajes

### J.D.
Carla apoda cariñosamente a J.D. "Bambi" en la temporada 1, y el apodo se mantiene. Afirma que, de todos los pasantes con los que ha trabajado, J.D. es el único cuya aprobación realmente le importa, hasta el punto de fingir interés en fotografía en blanco y negro para que él cree que es inteligente.  Es muy protectora con J.D.; cuando Dr. Cox (John C. McGinley) lo llora en "My Nickname", ella rápidamente sale en su defensa y regaña al médico principal. Desafortunadamente, esto lleva a Cox a avergonzar públicamente a J.D. nuevamente, lo que a su vez lleva a J.D. a estallar con Carla. Esto da como resultado una pelea acalorada (aunque breve) entre los dos.
Carla y J.D. son amigos cercanos; incluso chismea con ella "como una de las chicas". Incluso usan cuentas Mardi Gras para indicar su amistad y confianza compartida, casi como un collar de corazón de amistad. Una vez, J.D. y Carla comparten un beso borracho, lo que genera cierta tensión entre ellos y Turk, aunque esto se resuelve poco después.
En el final de la serie, una escena de flashforward sugiere que Carla y J.D. serán amigos en el futuro, y que Carla y la hija de Turk, Isabella, se comprometerán con el hijo de J.D., Sam.

### Elliot
Al principio de la serie, Carla no se siente particularmente cercana a Elliot Reid (Sarah Chalke), pero luego se vuelven mejores amigas. El creador de la serie Bill Lawrence ha dicho en los comentarios del DVD que esto reflejaba la relación de la vida real de Reyes y Chalke.
Aunque son cercanos, su relación no está exenta de fricciones; A Carla a veces le molesta el perfeccionismo neurótico de Elliot y la condescendencia (involuntaria) sobre los antecedentes de su familia. Elliot, a su vez, a menudo se molesta por la mandona de Carla. En "My Lucky Charm", los dos se involucran en una feroz "pelea de gatas" (para deleite de los empleados varones) por lo que había comenzado como un desacuerdo sobre los planes. de los suyos que fueron desconchados tanto por Carla como por Elliot.
Elliot es dama de honor en la boda de Carla y Turk. Antes de la ceremonia, Carla dice que se siente más cercana a Elliot que a sus propias hermanas. En "My Cold Shower", ella fantasea (junto con todos los demás personajes principales) con casarse con Elliot y comenta que la vida sería más simple si lo hiciera.

### Dr. Cox
Dr. Perry Cox siempre ha tenido debilidad por Carla, ya que ella no tiene miedo de enfrentarse a él. Cox afirma que Carla es la única que 'lo entiende' y, a menudo, es muy protectora con ella. Durante la primera temporada, se revela que el Dr. Cox siente algo por Carla, pero como ella está con Turk, él no hace nada al respecto. Antes de que Carla comenzara a salir con Turk, ella y Cox tuvieron una cita juntos que no terminó como a él le hubiera gustado, pero que sin embargo fortaleció su amistad. Aunque Cox detesta a Turk, admite que los dos van juntos. Cuando Carla confiesa lo temerosa que está de ser madre, Cox le dice que sabe que será una madre excelente. Carla es la madrina de la hija del Dr. Cox y Jordan, Jennifer Dylan.